# Bronisław Szymański
Bronisław Szymański (ur. 21 października 1922 w Omsku, zm. ?) – oficer radzieckich i polskich służb specjalnych.
Przez władze radzieckie oddelegowany jako żołnierz do 1 Dywizji Piechoty im. Tadeusza Kościuszki (1943–1944), następnie skierowany na kurs NKWD w Kujbyszewie (1944). Członek grupy MBP gen. Romana Romkowskiego (1944–1945), następnie (1945–1954) oficer śledczy w Departamencie Śledczym MBP, na koniec służby w stopniu majora; odwołany do ZSRR w 1954 r.; 15/16 grudnia 1954 r. był przesłuchiwany przez KGB w Gatczynie pod Petersburgiem co do przebiegu służby w MBP w Polsce, a materiały z tego przesłuchania zostały przekazane stronie polskiej, służąc m.in. do opracowania raportu o nadużyciach w stalinowskim aparacie bezpieczeństwa w Polsce. W 1946 odznaczony Złotym Krzyżem Zasługi.